# Cerialis
Cerialis (vom Adjektiv cerealis: „zu Ceres gehörig“, auch Caerialis, Caerealis und Cerealis) war ein römisches Cognomen (Beiname) lateinischer Herkunft, welches ab der Zeit der julisch-claudischen Kaiser verbreitet war.

## Namensträger
Römische Kaiserzeit:
- Marcus Naevius Cerialis, römischer Toreut, 1. Jahrhundert
- Gaius Anicius Cerialis, römischer Suffektkonsul 65
- Quintus Petillius Cerialis (* um 30), römischer Suffektkonsul 70 und 74
- Sextus Vettulenus Cerialis, römischer Suffektkonsul 71/72
- Gaius Vettulenus Civica Cerialis, römischer Suffektkonsul zwischen 73 und 76
- Marcus Valerius Propinquus Grattius Cerealis, römischer Ritter, Militärtribun und Präfekt (spätes 1. Jahrhundert)
- Marcus Tullius Cerialis, römischer Suffektkonsul 90
- Flavius Cerialis, Präfekt der Cohors IX batavorum milliaria equitata im Kastell Vindolanda um 100 n. Chr.
- Sextus Vettulenus Civica Cerialis, römischer Konsul 106
- Cerialis (Töpfer), römische Töpferdynastie des 2. Jahrhunderts aus Rheinzabern
- Quintus Spicius Cerialis, römischer Senator, Statthalter der Provinz Raetia, etwa von 181 bis 184
- Marcus Munatius Sulla Cerialis, römischer Konsul 215, von Kaiser Elagabal 219 getötet

Spätantike:
- Neratius Cerealis, römischer Konsul 358
- Cerialis (tribunus stabuli), römischer Offizier und Onkel Valentinians II.
- Cerialis (dux Libyarum), römischer Offizier um 405
- Cerialis (comes rerum privatarum), römischer Beamter um 409/410
- Cerialis (Bischof), Bischof in Africa (Castello-Ripensis in Mauretania Caesariensis?), Verfasser des libellus contra Maximinum Arianum